# 제3엽기병연대 (프로이센)
제3엽기병연대(독일어: Jäger-Regiment zu Pferde Nr. 3)는 프로이센 육군의 기병연대 중 하나다. 1905년 10월 1일 콜마어에서 편성되어 제15육군단 제39사단에 속했다.

## 역대 연대장
1. 에두아르트 뤼베르트 중령: 1905년 10월 1일-1908년 9월 30일
2. 빌헬름 폰 하이덴 소령: 1908년 10월 1일-1909년 8월 18일
3. 카를 폰 랑게르만 운트 에를렌캄프 중령: 1909년 8월 19일-1912년 3월 31일
4. 요하네스 코흐 중령: 1912년 4월 1일-1916년 9월 24일
5. 아돌프 폰 크실란더 소령: 1916년 9월 25일-1919년 2월

## 참고 문헌
- Schulz, Hugo (1992). 《Die preussischen Kavallerie-Regimenter 1913/1914 nach dem Gesetz vom 3. Juli 1913》. Augsburg: Weltbild. 132–133쪽. ISBN 3893503439.